# ジョージ・リンジー＝クロフォード (第21代クロフォード伯爵)
第21代クロフォード伯爵ジョージ・リンジー＝クロフォード（英語: George Lindsay-Crawford, 21st Earl of Crawford、1729年3月14日 – 1781年8月11日）は、スコットランド貴族、軍人。

## 生涯
第2代ガーノック子爵パトリック・リンジー＝クロフォードとマーガレット・ヒューム（Margaret Home、1737年12月11日没?、ジョージ・ヒュームの娘）の息子として、1729年3月14日に生まれ、21日にキルバーニー城で洗礼を受けた。1738年9月22日に兄ジョンが死去すると、ガーノック子爵位を継承した。
中尉としてネーデルラント連邦共和国陸軍に従軍した。
1749年12月24日に親族の第20代クロフォード伯爵ジョン・リンジー（曽祖父の兄ウィリアムの孫にあたる）が死去すると、クロフォード伯爵とリンジー伯爵位を継承した。クロフォード伯爵家はこの時点では債務まみれで多くの地所が抵当に入れられていたが、第21代クロフォード伯爵は継承した債務の多くを返済した。
1781年8月11日に死去、息子ジョージが爵位を継承した。

## 家族
1755年12月26日、ジーン・ハミルトン（Jean Hamilton、1735年頃 – 1809年10月6日、ロバート・ハミルトンの娘）と結婚、3男2女をもうけた。
- ジョーン（Joan、1756年11月6日 – 1778年1月22日） - 1772年3月30日、第11代エグリントン伯爵アーチボルド・モンゴメリー（英語版）と結婚
- ジョージ（1758年1月31日 – 1808年1月30日） - 第22代クロフォード伯爵、第6代リンジー伯爵
- メアリー（1760年5月16日 – 1833年11月21日）
- ロバート・ハミルトン（1759年/1760年12月24日 –1801年11月3日）
- ビュート（Bute、1761年4月25日 – 1782年9月）